# Beci

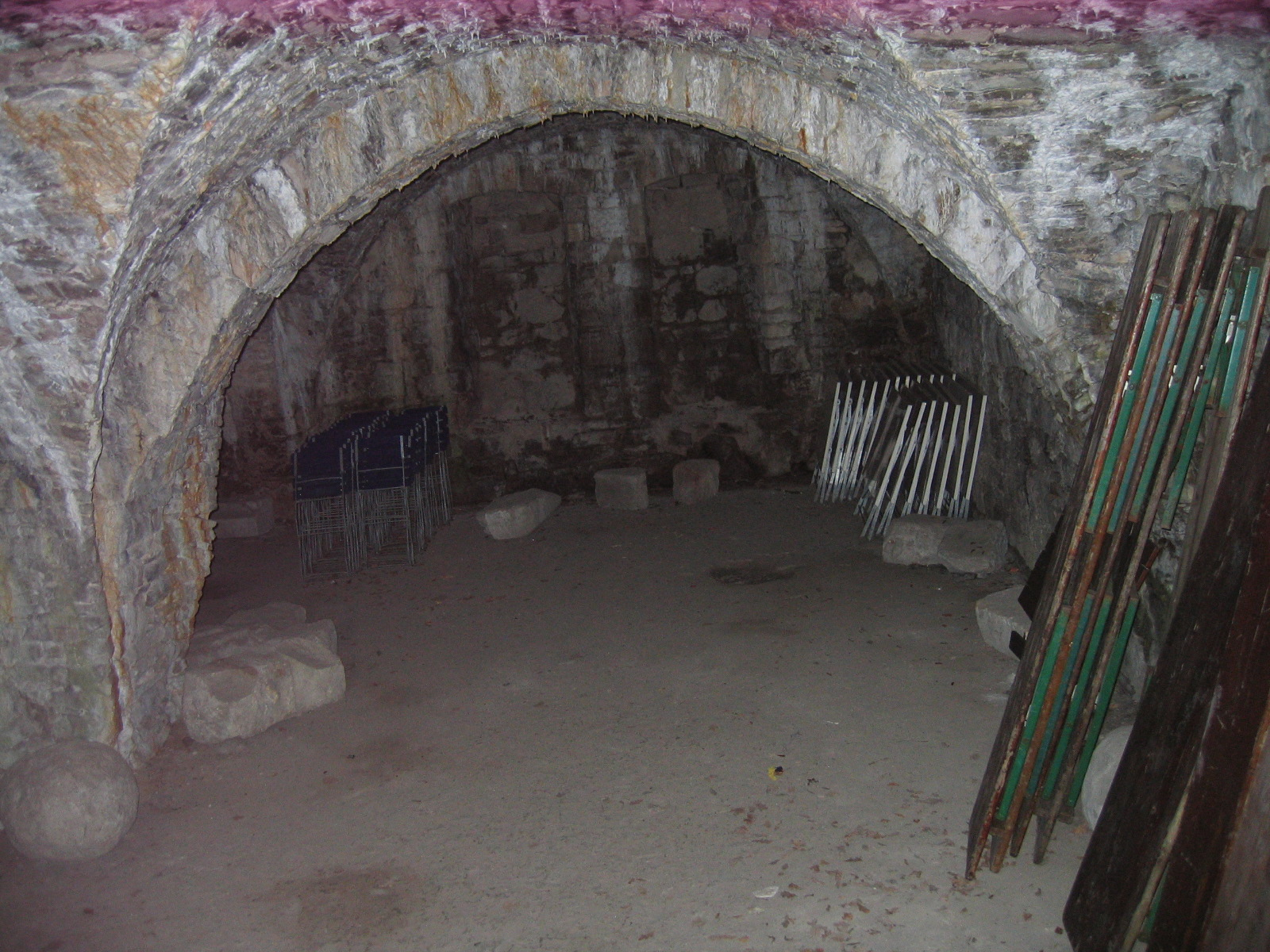
Beci în Germania

Beciul, numit și pivniță sau zemnic, este un spațiu construit aflat sub nivelul solului și care este o încăpere anexă a unei gospodării. Este un loc care are caracteristici speciale și stabile de umiditate, căldură și lumină solară. Pentru aceste calități deosebite, beciurile au fost folosite încă din antichitate pentru a păstra hrana timp mai îndelungat și pentru păstrarea unor băuturi precum vinul sau socata. 